# Bis zum letzten Schuß
Bis zum letzten Schuß (Videotitel Machtkampf der Mafia, Originaltitel Gangster Wars) ist ein US-amerikanischer Kriminalfilm aus dem Jahr 1981 über das organisierte Verbrechen in der Zeit der Prohibition in den Vereinigten Staaten. Der Film ist gekürzter Zusammenschnitt der NBC-Miniserie The Gangster Chronicles.

## Handlung
Lucky Luciano, Bugsy Siegel und Michael Lasker sind Freunde und Gangster in der Unterwelt von New York City während der Zeit der Prohibition in den Vereinigten Staaten. Die notwendige Zusammenarbeit mit etablierten Bossen wie Al Capone und Joe Masseria für den Schmuggel von Alkohol entpuppt sich als mörderisches Geschäft, bei dem Hunderte von Bandenmitgliedern in Chicago und New York umkommen.

## Entstehung und Veröffentlichung
Universal Television drehte die Miniserie The Gangster Chronicles in Capitola und Santa Cruz. Ihre Erstausstrahlung fand ab dem 12. Februar 1981 in 13 einstündigen Folgen bei NBC statt. Zwei Monate danach, am 9. April 1981, folgte ein zweistündiger Zusammenschnitt unter dem Titel Gangster Wars. Die deutsche Fassung des Films entstand unter Dialogbuch und -regie von Heinz Freitag bei der Berliner Synchron. Sie erschien am 9. Oktober 1981.

## Kritik
Das Lexikon des internationalen Films beurteilt den Film als „routiniert und ambitionslos inszeniert“ und „mehr an einem Heldenlied interessiert“. Es werde der soziale Hintergrund vernachlässigt, „der die Komplexität des Mafia-Unwesens aufhellen könnte.“